# Međuopćinska nogometna liga Koprivnica – Križevci 1980./81.
Međuopćinska nogometna liga Koprivnica – Križevci je bila liga šestog stupnja nogometnog prvenstva Jugoslavije u sezoni 1980./81. 
 
Sudjelovalo je 12 klubova, a prvak je bila "Mladost" iz Koprivničkih Brega. 

## Ljestvica
| mj. | klub                      | ut. | pob. | ner. | por. | gol+ | gol- | bod    |
| --- | ------------------------- | --- | ---- | ---- | ---- | ---- | ---- | ------ |
| 1.  | Mladost Koprivnički Bregi | 22  | 13   | 4    | 5    | 59   | 31   | 30     |
| 2.  | Drava Novigrad Podravski  | 22  | 13   | 3    | 6    | 64   | 32   | 29     |
| 3.  | Bratstvo Kunovec          | 22  | 12   | 4    | 6    | 58   | 31   | 28     |
| 4.  | Podravec Torčec           | 22  | 12   | 2    | 8    | 57   | 32   | 26     |
| 5.  | Borac Gregurovec          | 22  | 9    | 6    | 7    | 42   | 38   | 24     |
| 6.  | Borac Imbriovec           | 22  | 9    | 5    | 8    | 52   | 44   | 23     |
| 7.  | Sloga Koprivnički Ivanec  | 22  | 6    | 7    | 7    | 47   | 42   | 23     |
| 8.  | Mladost Sigetec           | 22  | 10   | 2    | 10   | 43   | 44   | 22     |
| 9.  | Graničar Legrad           | 22  | 8    | 5    | 9    | 45   | 45   | 21     |
| 10. | Rudar Botinovec           | 22  | 8    | 2    | 12   | 47   | 76   | 18     |
| 11. | Tomislav Žabno            | 22  | 5    | 5    | 12   | 25   | 52   | 15     |
| 12. | Javor Cubinec             | 22  | 2    | 1    | 19   | 27   | 99   | 4 (-1) |

- Žabno – tadašnji naziv za Sveti Ivan Žabno

## Rezultatska križaljka
| kratica | klub                      | BORG | BORI | BRA | DRA | GRA | JAV | MLAKB | MLAS | POD | SLO | RUD | TOM |
| --- | ------------------------- | ---- | ---- | --- | --- | --- | --- | ----- | ---- | --- | --- | --- | --- |
| BORG | Borac Gregurovec          |      |      |     |     |     |     |       |      |     |     |     |     |
| BORI | Borac Imbriovec           |      |      |     |     |     |     |       |      |     |     |     |     |
| BRA | Bratstvo Kunovec          |      |      |     |     |     |     |       |      |     |     |     |     |
| DRA | Drava Novigrad Podravski  |      |      |     |     |     |     |       |      |     |     |     |     |
| GRA | Graničar Legrad           |      |      |     |     |     |     |       |      |     |     |     |     |
| JAV | Javor Cubinec             |      |      |     |     |     |     |       |      |     |     |     |     |
| MLAKB | Mladost Koprivnički Bregi |      |      |     |     |     |     |       |      |     |     |     |     |
| MLAS | Mladost Sigetec           |      |      |     |     |     |     |       |      |     |     |     |     |
| POD | Podravec Torčec           |      |      |     |     |     |     |       |      |     |     |     |     |
| SLO | Sloga Koprivnički Ivanec  |      |      |     |     |     |     |       |      |     |     |     |     |
| RUD | Rudar Botinovec           |      |      |     |     |     |     |       |      |     |     |     |     |
| TOM | Tomislav Žabno            |      |      |     |     |     |     |       |      |     |     |     |     |
| |                           |      |      |     |     |     |     |       |      |     |     |     |     |
| podebljan rezultat - utakmice od 1. do 11. kola (1. utakmica između klubova) rezultat normalne debljine - utakmice od 12. do 22. kola (2. utakmica između klubova) rezultat nakošen - nije vidljiv redoslijed odigravanja međusobnih utakmica iz dostupnih izvora rezultat smanjen * - iz dostupnih izvora nije uočljiv domaćin susreta prekrižen rezultat - poništena ili brisana utakmica p - utakmica prekinuta 3:0 p.f. / 0:3 p.f. - rezultat 3:0 bez borbe n.i. - nije igrano |                           |      |      |     |     |     |     |       |      |     |     |     |     |

 Izvori: